# Edgaras Ulanovas
Edgaras Ulanovas (ur. 7 stycznia 1992 w Kownie) – litewski koszykarz, występujący na pozycji niskiego skrzydłowego, multimedalista międzynarodowych imprez młodzieżowych..
W 2008 wystąpił w meczu wschodzących gwiazd – Jordan Classic International. W 2012 i 2013 wziął udział w Adidas Eurocampie.
15 czerwca 2021 opuścił klub obecnie zawodnik Fenerbahçe Beko.

## Osiągnięcia

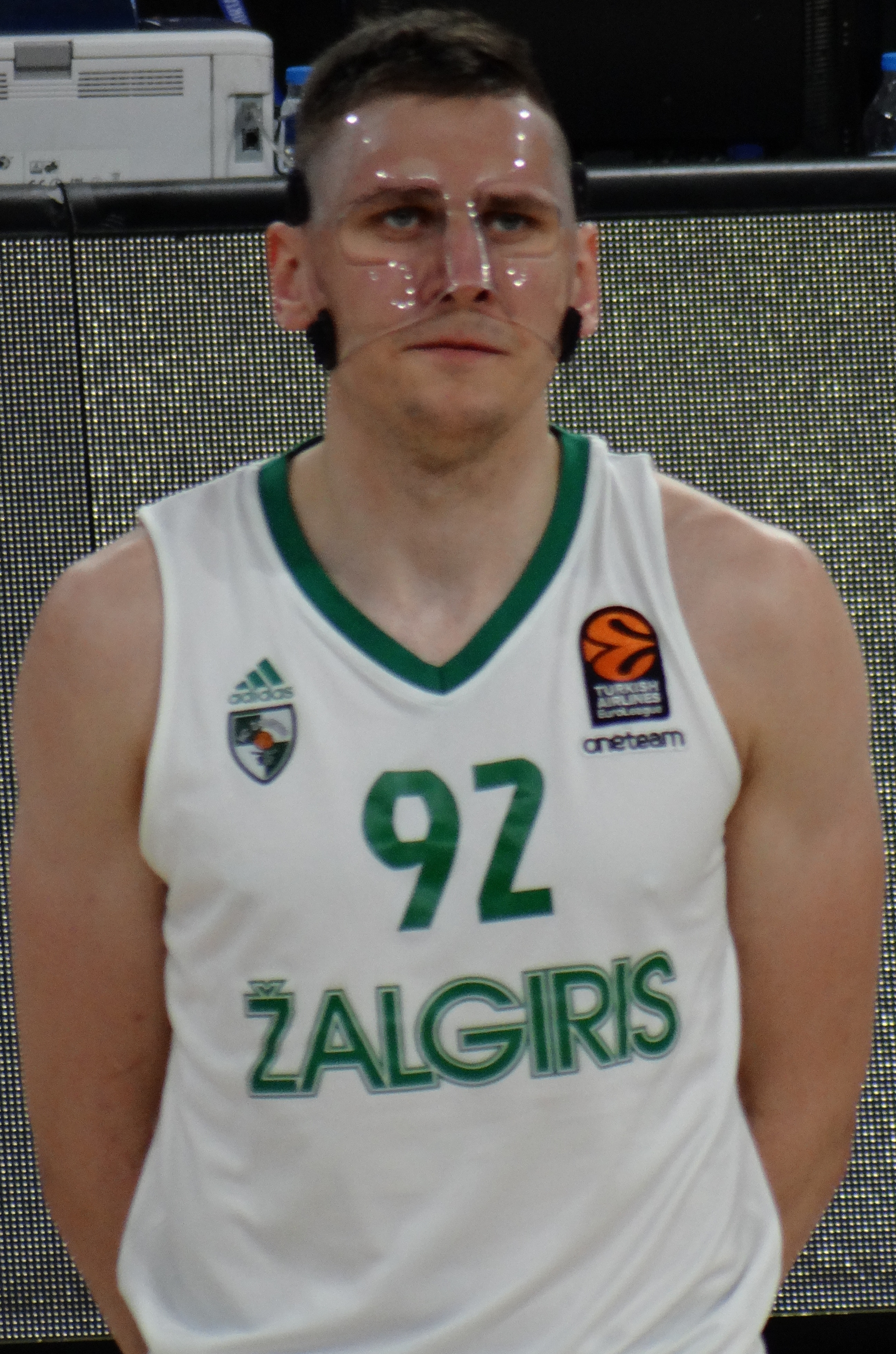
Ulanovas w barwach Žalgirisu Kowno (2018).

Stan na 15 czerwca 2021, na podstawie, o ile nie zaznaczono inaczej.

### Drużynowe
- Mistrz Litwy (2015–2020)
- Wicemistrz:
  - Turcji (2021)
  - Litwy (2014)
- 3. miejsce w Eurolidze (2018)
- Zdobywca Pucharu Litwy (2015, 2017, 2018, 2020)
- Finalista Pucharu Litwy (2016, 2019)
- Uczestnik rozgrywek:
  - Final Four Euroligi (2018)
  - TOP 8 Euroligi (2019)
  - TOP 16 Euroligi (2015, 2016, 2018, 2019)

### Indywidualne
- MVP:
  - finałów mistrzostw Litwy (2017, 2019)
  - Pucharu Litwy (2015, 2017, 2018, 2020)
  - kolejki Euroligi (9 - 2017/2018)
  - 4. meczu play-off Euroligi (2017/2018)
- Najlepszy młody zawodnik ligi VTB (2014)
- Uczestnik meczu gwiazd ligi litewskiej (2015)

### Reprezentacja
Seniorska
- Uczestnik:
  - mistrzostw:
    - świata (2019 – 9. miejsce)
    - Europy (2017 – 9. miejsce)

  - europejskich kwalifikacji do mistrzostw świata (2017 – 1. miejsce)

Młodzieżowe
- Mistrz:
  - świata U–19 (2011)
  - Europy:
    - U–20 (2012)
    - U–18 (2010)
    - U–16 (2008)
- Uczestnik uniwersjady (2013 – 5. miejsce)
- Zaliczony do I składu mistrzostw Europy U–20 (2012)